# Jagdgeschwader 134

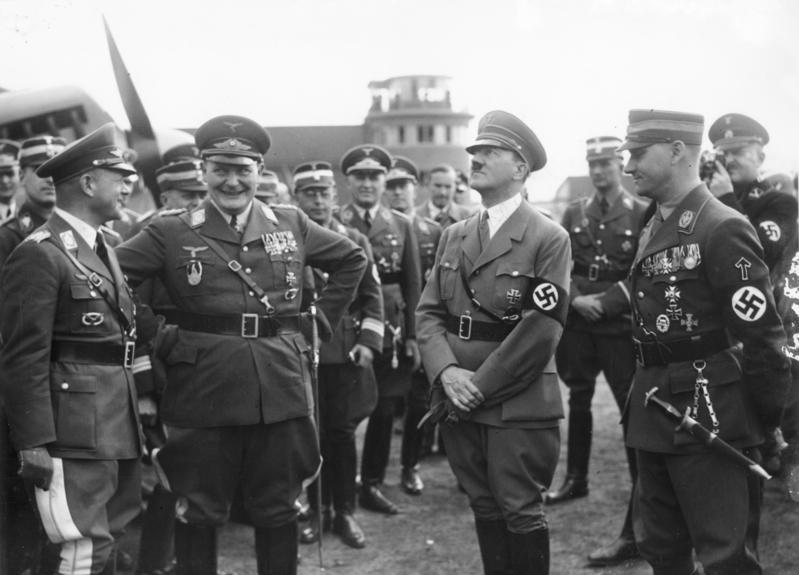
Adolf Hitler, Erhard Milch a Hermann Göring při návštěvě eskadry (1936).

Jagdgeschwader 134 „Horst Wessel“ (zkr.: JG 134) byla stíhací eskadra německé Luftwaffe, která ovšem do bojů druhé světové války nezasáhla. Jednotka vznikla 4. ledna 1936, přičemž sestávala pouze ze III. Gruppe (~ skupina) a její základna se nacházela v Döberitzu. 24. března 1936 získala přízvisko „Horst Wessel“ po zesnulém nacistickém aktivistovi Horstu Wesselovi. 15. března 1936 byla v rámci JG 134 vytvořena II. Gruppe se základnou Werl, 1. dubna 1936 následoval Geschwaderstab (~ štáb eskadry) a I. Gruppe se základnou v Dortmundu. Jednotka byla vyzbrojena stíhačkami Arado Ar 65, Arado Ar 68 (dvojplošníky) a Messerschmitt Bf 109D/E. Velitelem JG 134 byl po celou dobu její existence Oberstleutnant (~ podplukovník) Kurt-Bertram von Döring. Eskadra JG 134 zanikla ke dni 1. listopadu 1938.